# Tonnerre dans la vallée
Pour plus de détails, voir Fiche technique et Distribution.
Tonnerre dans la vallée (titre original : Thunder in the Valley) est un film américain en Technicolor réalisé par Louis King, sorti en 1947. 
Il s'agit d'une adaptation du roman anglais pour la jeunesse Owd Bob d'Alfred Ollivant (writer) (en) (1874–1927), publié en 1898.
Deux versions précédentes ont été filmées : 
- en 1924, Owd Bob, film muet anglais réalisé par Henry Edwards
- en 1938, Owd Bob, film anglais réalisé par Robert Stevenson

En 1998 est sorti un remake canadien : Owd Bob, réalisé par Rodney Gibbons.

## Synopsis
Dans les hautes terres d’Écosse, David, un adolescent orphelin de mère, aimerait que son chien Owd Bob remporte le concours du meilleur chien de berger. Mais une rivalité se développe entre David et son père, un alcoolique brutal qui compte bien gagner le concours avec Black Wull, son chien hargneux. Avec l'aide de sa voisine Maggie, David entraîne son chien pour la victoire.

## Fiche technique
- Titre français : Tonnerre dans la vallée
- Titre belge francophone : Bob, champion de la vallée
- Titre original : Thunder in the Valley
- Réalisation : Louis King
- Scénario : Jerome Cady, d'après le roman Owd Bob d'Alfred Ollivant (writer) (en) (1898)
- Musique : Cyril J. Mockridge
- Photographie : Charles G. Clarke
- Montage : Nick DeMaggio (en)
- Producteur : Robert Bassler
- Société de production et de distribution : 20th Century Fox
- Pays de production :  États-Unis
- Langue originale : anglais américain
- Format : couleur (Technicolor) — 35 mm — 1.37:1 — son : mono (Western Electric Recording)
- Genre : drame
- Durée : 103 minutes
- Dates de sortie :
  - États-Unis : 1er novembre 1947
  - France : 10 décembre 1949

## Distribution
- Lon McCallister : David MacAdam
- Peggy Ann Garner : Maggie Moore
- Edmund Gwenn : Adam MacAdam
- Reginald Owen : James Moore
- Charles Irwin : Long Kirby
- Norma Varden : Lady Eleanor
- J. Farrell MacDonald : McPherson, l'aubergiste
- John Rogers : MacKenzie
- Houseley Stevenson : Angus MacIvor
- Mae Marsh : la vendeuse de fleurs

## Crédit d'auteurs
- (en) Cet article est partiellement ou en totalité issu de l’article de Wikipédia en anglais intitulé « Thunder in the Valley » (voir la liste des auteurs).